# Rhytidoponera pilosula
Rhytidoponera pilosula é uma espécie de formiga do gênero Rhytidoponera.